# Paul Harzer
Paul Harzer (* 1. August 1857 in Großenhain, Sachsen; † 21. Februar 1932 in Kiel) war ein deutscher Astronom und Hochschullehrer.

## Herkunft
Seine Eltern waren der Kaufmann Hermann Harzer (1827–1889) und dessen Ehefrau Molly Bräuer (1831–1900).

## Leben
Harzer studierte von 1875 bis 1878 Mathematik und Astronomie. 1878 promovierte er zum Dr. phil. Bis 1881 war er Hilfskraft an der Sternwarte Leipzig. Dann arbeitete er für kurze Zeit am Senckenberg-Institut in Frankfurt am Main. 1882 habilitierte er sich an der Universität Leipzig für Astronomie. Gleichzeitig übernahm er an der Leipziger Sternwarte eine Stelle als Observator.
Noch im selben Jahr ging er als Privatdozent nach Kiel. 1884 begleitete er Hugo Gyldén nach Stockholm. 1885 wurde er Adjunkt am Pulkowo-Observatorium.

### Gotha
Auf Empfehlung von Gyldén und Otto Wilhelm Struve wurde er am 1. Dezember 1887 an die Sternwarte Gotha berufen und zum Professor ernannt. Harzer setzte die Arbeit seines Vorgängers Ernst Becker erfolgreich fort und veröffentlichte auch dessen Meridiankreisbeobachtungen. Er beobachtete die Abweichungen der Mondbahn von den Hansenschen Vorausberechnungen.
Schon ein Jahr nach seiner Ankunft in Gotha heiratete er Emilie Hansen (1866–1943), eine Enkelin des Gothaer Astronomen Peter Andreas Hansen. In Gotha bemühte er sich um die Popularisierung der Astronomie. Er hielt regelmäßig Privatvorlesungen für Vertreter der höheren Schulen Gothas. Ebenso regelmäßig wurden Sternführungen auf der südlichen Schlossterrasse veranstaltet. Als Mitglied der Astronomischen Gesellschaft gründete er auch einen Ortsverein der von Wilhelm Foerster gegründeten Vereinigung der Freunde der Astronomie und kosmischen Physik (VAP), die 1894 hier ihre Jahrestagung abhielt. Sein Vortrag über Die Astronomie in Gotha (veröffentlicht in den Mitt. der VAP 1894) ist bis heute eine verlässliche Quelle für die Geschichte dieser Wissenschaft in Gotha.
Durch die von ihm organisierte gleichzeitige Beobachtung des Planeten Mars von Gotha und der Kap-Sternwarte in Südafrika wollte er die Sonnenparallaxe verbessern, die 1822 von Johann Franz Encke in Gotha berechnet worden war.
Weitere Veröffentlichungen befassten sich mit der Rotationsbewegung der Sonne, mit Bewegungen des Merkurperihels, mit den säkularen Veränderungen der Planetenbahnen. Beim Verlag Justus Perthes gab er für Nichtfachastronomen und Reisende eine Anleitung zur geographischen Ortsbestimmung ohne astronomische Geräte heraus.

### Kiel
1896 folgte er dem Ruf der Kieler Universität als o. Professor für Astronomie und Direktor der Sternwarte Kiel. 1908/09 war er Rektor der Christian-Albrechts-Universität Kiel. Seine Rektoratsrede am 5. März 1908 widmete sich dem Thema Die Sterne und der Raum.
1919 unterzeichnete er mit Harry von Bülow einen Schenkungsvertrag zur Übernahme der Sternwarte Bothkamp, die jedoch erst unter Hans Rosenberg vollzogen wurde. Harzers Grab befindet sich auf dem Parkfriedhof Eichhof.

## Familie
Er heiratete 1889 in Gotha Emilie Hansen (1866–1943), eine Enkelin des Astronomen Peter Andreas Hansen († 1874). Das Paar hatte vier Töchter.

## Veröffentlichungen
- Untersuchung über die astronomische Strahlenbrechung auf Grund der Differentialgleichungen der elastischen Lichtbewegungen in der Atmosphäre. Astronomische Nachrichten, Bd. 104 (1882), S. 65 (online)
- Untersuchungen über einen speciellen Fall des Problems der drei Körper. Memoiren der Petersburger Akademie, 1886
- Die säkularen Veränderungen der Bahnen der großen Planeten. Preisschrift der Jablonowskischen Gesellschaft (1895).
- Peter Andreas Hansen. In: Die Heimat. Bd. 34 (1924), Nr. 2, Februar 1924, S. 25–31 (Digitalisat).